# Гойсуэта, Хесус
Хесус Гойсуэта Карденас (исп. Jesús Goyzueta Cárdenas; род. 8 марта 1947 или 9 февраля 1947, Лима) — перуанский футболист, вратарь.

## Карьера

### Клубная карьера
Во взрослом футболе дебютировал в 1967 году в клубе «Марискаль Сукре», где играл на протяжении одного сезона. В 1969 году перешёл в клуб «Хуан Аурич», а в 1970 году стал игроком «Университарио». В составе команды был основным вратарём, а в 1971 году стал вместе с командой чемпионом страны.
В 1973 году стал игроком клуба «Унион Туман», в котором играл до 1974 года. В 1975 году перешёл в мексиканский клуб «Веракрус», за который выступал до 1976 года. В том же году вернулся в Перу, где вновь стал игроком клуба «Хуан Аурич».
В 1977—1978 годах перешёл в сальвадорский клуб «Сонсонате», а в 1978 году перешёл в венесуэльскую «Валенсию».
Завершил карьеру футболиста в 1981 году в клубе «Атлетико Чалако», за который выступал с 1980 года.

### Карьера в сборной
В 1971 году дебютировал в официальных матчах в составе национальной сборной Перу. В составе сборной был участником чемпионата мира 1970 года в Мексике, но на поле ни разу не выходил.
Всего в составе сборной принял участие в двух матчах, пропустив два гола.